# Sverkerskapellet

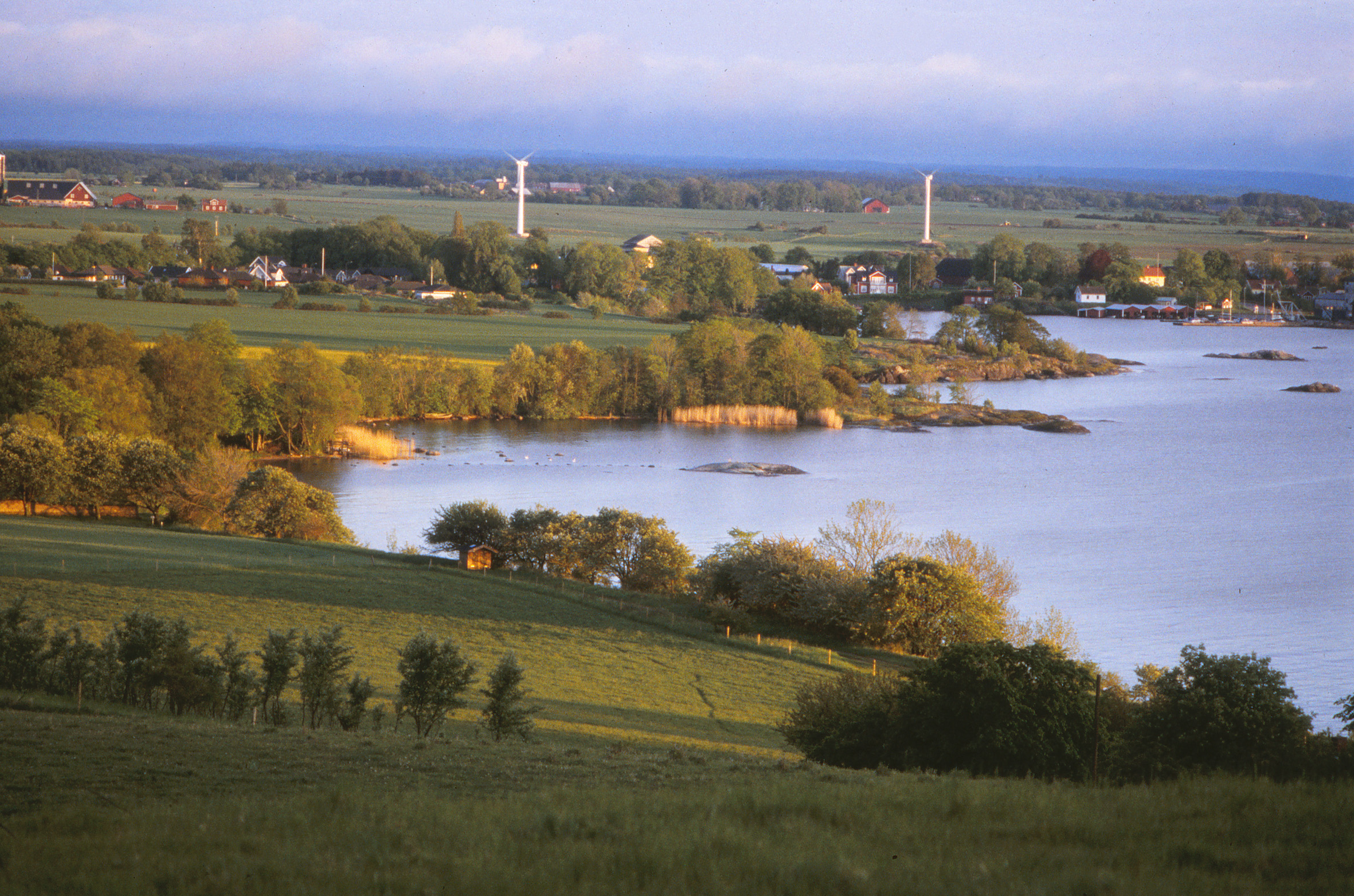
Utblick över Vättern söderut från Ombergs kant. Ruinen finns vid träddungen närmast vid vattnet.

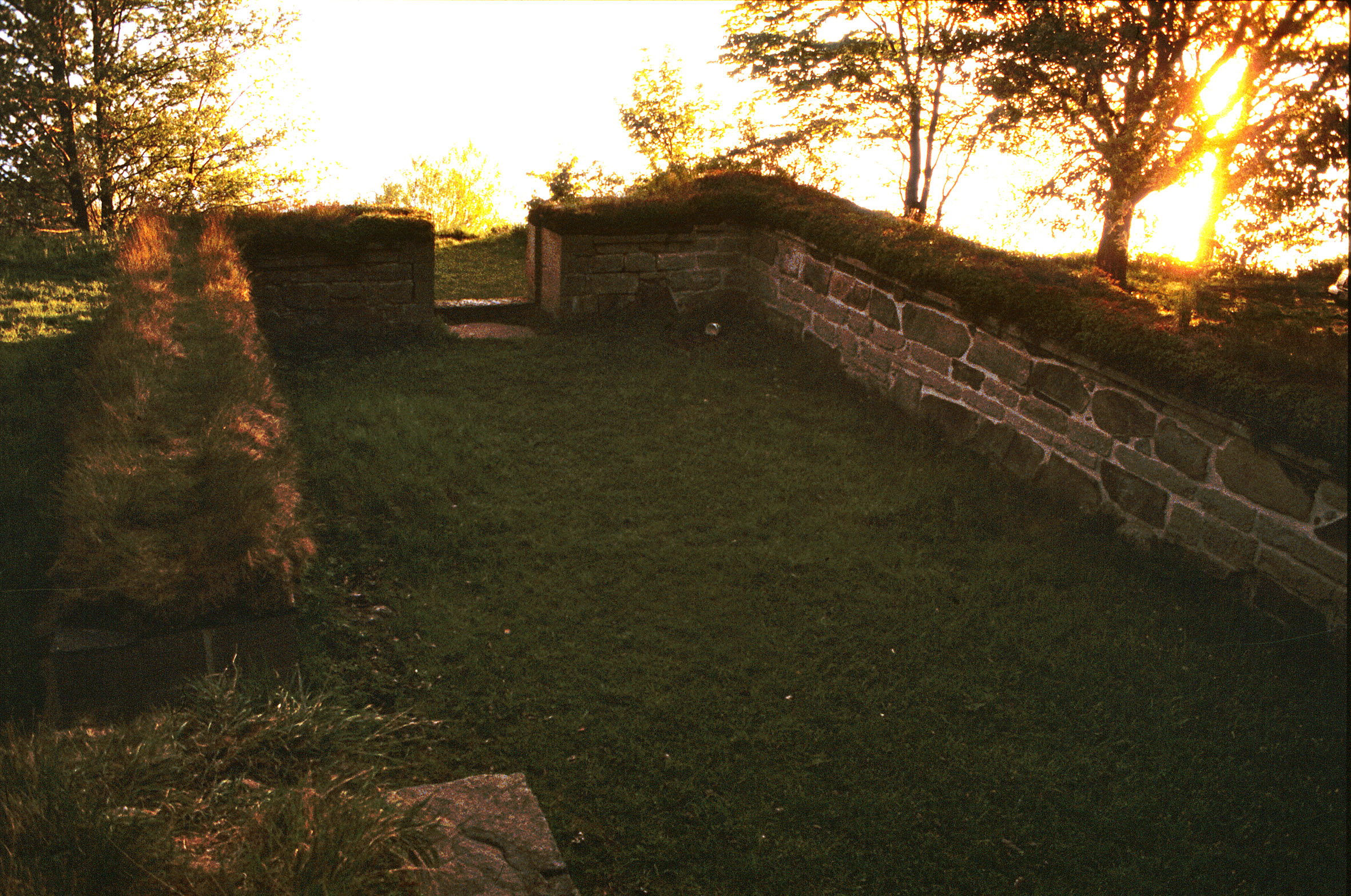
Ruinen mot väster.

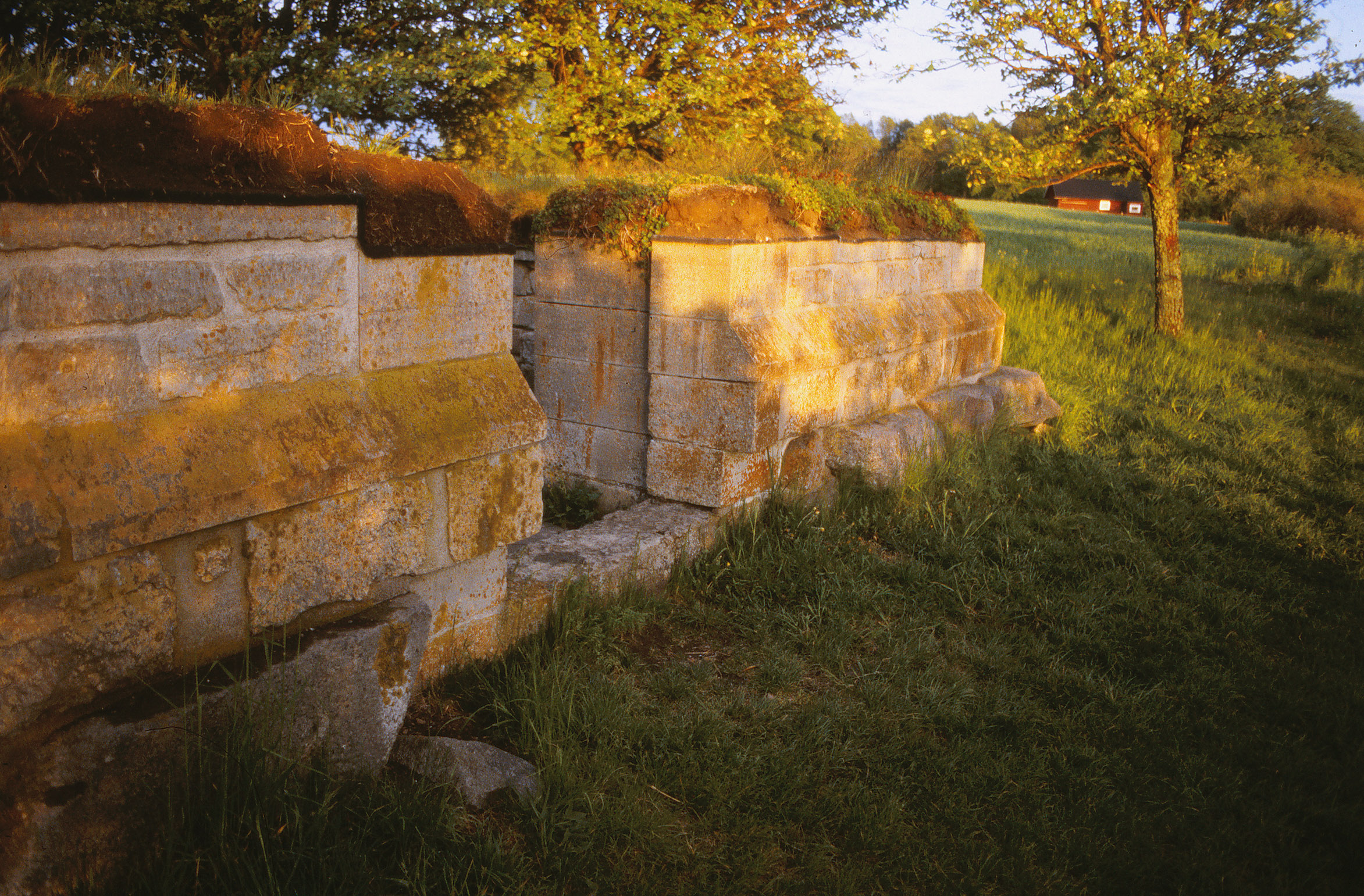
Den västra gaveln med dörröppningen.

Sverkerskapellet är en ruin efter, vad man enligt traditionen antagit vara, ett kapell från 1100-talet. Ruinen är belägen drygt en kilometer från Alvastra klosterruin i direkt anslutning till Vätterns strand, Ödeshögs kommun, Östergötlands län. 
Byggnadens egentliga funktion är okänd och benämningen "Sverkerskapellet" fick byggnaden av arkeologen Otto Frödin efter utgrävningar 1916-1919 och hänvisar till att Sverker den äldre mördades i området 1156. Nyare forskningsresultat tyder på att byggnaden snarast fungerade som en verkstad inom en större ekonomi- och produktionsenhet tillhörig Alvastra kloster. Det närmaste man kommer kapell är istället den norrut belägna kryptkyrkan, den så kallade Sverkersgården.

## Byggnaden
Byggnaden har måtten 16,4 x 9,4 meter med en ingångsdörr i den västra gaveln. Murarna vilar på en grundstenssockel som på grund av terrängens lutning är betydligt högre i det sydvästra hörnet. Som en kuriosadetalj i denna medeltida miljö kan nämnas att ett av blocken bär en vackert uthuggen skeppsbild från en hällristning från bronsåldern. Invid den östra gavelmuren påträffades rester efter fönsteromfattningar i kalksten. Fragmentariska fynd av fönsterglas visar också att byggnaden bör ha haft ett påkostat fönster i öster. 

## Historik
1916 uppmärksammade Otto Frödin en större hög vid stranden till Vättern som kallades Oxlakullen efter att där växte oxel. Utgrävning av högen avslöjade att denna inte, som man tidigare misstänkt, innehöll en grav. I stället frilades de nedre delarna till en byggnad, uppförd i exakt samma fina stenhuggarteknik som använts av cisterciensermunkarna i Alvastra kloster omkring en kilometer nordost om ruinen. 

### Arkeologiska fynd
Inne i byggnadens nordöstra hörn påträffades en i det närmaste intakt stenkista (tolkat som sarkofag) som en gång stått på golvet. Kistan var byggd av finhuggna kalkstensplattor. Den täckande hällen var försvunnen och kistan innehöll raseringsmassor från tidpunkten vid rivningen av kapellet. I botten av kistan gjordes dock ett märkligt fynd. En liten blyrulle 27 millimeter hög och 13 millimeter bred, visade sig vara en ihoprullad blyplatta med runinskrift, troligen samtida med sarkofagen.  
Texten lyder i Otto von Friesens översättning från latinet:
På berget Celion i efesiernas stat där vila de sju heliga sovarna Malkus, Maximianus, Marcianus, Dionysius, Serapion, Konstantinus och Johannes. Så må här vår herre Jesu Kristi tjänarinna Benedikta finna vila från den ohyggliga sjukdom, som hon hemsöktes av. I faderns, sonens och den helige andes namn. Amen.
Erik Brate, som också tolkat skriften med smärre förändringar jämfört med Otto von Friesens översättning, menar att den Benedikta som här omtalas kan vara kung Sverker den yngres första hustru som avlidit runt 1200. De övriga fynd som gjorts i ruinen är av icke-religiös karaktär. 
En stor mängd föremål har hittats vid utgrävningar på platsen som är av vardaglig karaktär. Bland annat har man hittat en hammare, knivar, hästskosömmar, ett lås och nycklar, en ringformad sölja, ett yxblad, bryne, ett notsänke, en sländtrissa samt mängder av brända och obrända ben, såväl från djur som människa.

### Alternativ tolkning: från gravkapell till verkstad
En alternativ tolkning av byggnaden är att den har ingått som en produktionsenhet, grange, tillhörande Alvastra kloster. Grangeer var kännetecknande för just cistercienserna och var i bruk fram till början av 1200-talet. En liknande grange tillhörig Alvastraklostret har funnits på andra sidan Vättern, vid Karlsborg. Arkeologen Marie Holmström menar att "den välkonstruerade stenbyggnaden samt påträffade fynd och anläggningar i anslutning härtill" (bland annat en förmodad kalkugn, hammare, saxar och mejsel) talar för att "Sverkerskapellet" sannolikt har ingått i en produktionsenhet där det bedrivits olika typer av hantverk (exempelvis pergamentstillverkning), boskapsskötsel samt visst fiske samt att själva byggnaden fungerat som en verkstad tillhörig klostret. Sådana produktionsenheter var av grundläggande betydelse för cistercienserklostrens ekonomi och förlades ofta nära själva klosteranläggningen. För att "kapellet" i själva verket var en verkstad i en större produktionsenhet talar också det förhållandet att medeltidslämningarna i det närbelägna Ålebäcksområdet och i åkerpartiet söder om byggnaden inkluderar rester efter en tegelugn/tegelbruk, en kvarn och en hamnanläggning.

## Fotnoter
1. ↑  ”Statens historiska museum”. mis.historiska.se. http://mis.historiska.se/mis/sok/fyndlokal.asp?lokalid=32270. Läst 9 april 2018.
2. ↑  ”Statens historiska museum”. mis.historiska.se. http://mis.historiska.se/mis/sok/fyndlokal.asp?lokalid=32008. Läst 9 april 2018.
3. ↑  ”Statens historiska museum”. mis.historiska.se. http://mis.historiska.se/mis/sok/fyndlokal.asp?lokalid=40767. Läst 9 april 2018.
4. ↑  Marie Holmström & Clas Tollin: Alvastraklostrets äldre godsinnehav. Meddelanden från Östergötlands länsmuseum 1990
5. ↑  http://wadbring.com/historia/undersidor/omberg.htm
6. ↑  ”I mördarens spår” ( PDF). Statens fastighetsverk. Arkiverad från originalet den 5 mars 2016. https://web.archive.org/web/20160305102152/http://www.sfv.se/globalassets/kulturvarden/2005_04/s24-i_mordarens_spar.pdf. Läst 30 juli 2015.
7. ↑  Marie Holmström (2012) "Kontinental ideologi i monastisk regi - cistercienserna och "Sverkerskapellet" vid Alvastra kloster i ny belysning", i Lars Ersgård (red.) Munkar och magnater vid Vättern. Studier från forskningsprojektet "Det medeltida Alvastra", Lund Studies in Historical Archaelogy 15, sid. 151-262, speciellt sid. 188-189
8. ↑  Marie Holmström (2012) "Kontinental ideologi i monastisk regi - cistercienserna och "Sverkerskapellet" vid Alvastra kloster i ny belysning", i Lars Ersgård (red.) Munkar och magnater vid Vättern. Studier från forskningsprojektet "Det medeltida Alvastra", Lund Studies in Historical Archaelogy 15, sid. 197